# Gurupi Esporte Clube
El Gurupi Esporte Clube és un club de futbol brasiler de la ciutat de Gurupi a l'estat de Tocantins.

## Història
El club va ser fundat el 15 de setembre de 1988. Va participar en el Campeonato Brasileiro Série C els anys 1995, 1996 i 2004. Guanyà el Campionat tocantinense el 1996, 1997 i 2010, derrotant aquest darrer cop l'Araguaína a la final. Repetí títol estatal els anys 2011 i 2012.

## Estadi
El club disputa els seus partits com a local a l'Estadi Gilberto Resende, anomenat Resendão. Té una capacitat màxima per a 3.000 espectadors.

## Palmarès
- Campionat tocantinense:
  - 1996, 1997, 2010, 2011, 2012